# Beatrice Utondu
Beatrice Utondu, född 23 november 1969, är en nigeriansk före detta friidrottare inom kortdistanslöpning.
Hon tog OS-brons på 4 x 100 meter stafett vid friidrottstävlingarna 1992 i Barcelona.